# Coronariografía

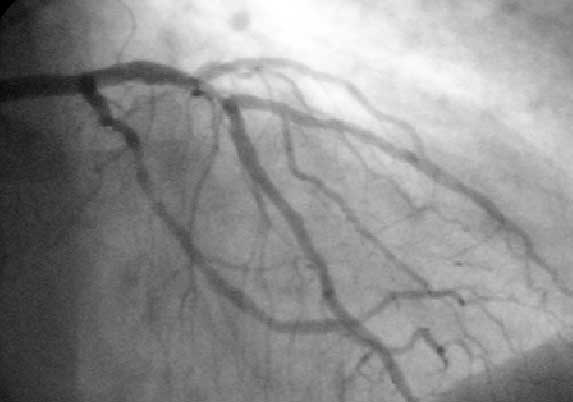
Un angiograma coronario (una radiografía con radiocontraste en las arterias coronarias) que muestra la circulación coronaria izquierda..

La coronariografía es un proceso de diagnóstico por imagen cuya función es el estudio de los vasos que nutren al miocardio (músculo cardiaco) que no son visibles mediante la radiología convencional. Esta técnica médica se basa en la administración por vía intravascular de un contraste radiopaco (es una técnica invasiva). Los rayos X no pueden atravesar el compuesto por lo que se revela en la placa radiográfica la morfología del árbol arterial así como sus distintos accidentes vasculares, émbolos, trombosis, aneurismas, estenosis.

## Cateterismo
Es el sistema que habitualmente se usa para realizar una coronariografía. Se introduce un catéter, generalmente en una arteria femoral o del brazo, el cual a través de la aorta va a llegar al corazón. 
Desde allí el catéter es dirigido hacia una de las arterias coronarias, luego a la otra, y se inyecta allí una sustancia de contraste, que resultará opaca a los rayos X, y permitirá observar los lugares en donde hay isquemia u obstrucción.
La imagen radiográfica permite apreciar los posibles estrechamientos de las arterias coronarias, que impiden el paso de la sangre o la obstrucción de una arteria coronaria. Actualmente existen también técnicas basadas en la Tomografía axial computarizada (TAC) que permiten obtener una imagen en tres dimensiones del corazón y sus vasos sanguíneos, conociendo el estado exacto en el que se encuentran estos últimos. Esta técnica permite una valoración y un pronóstico mucho más acertado que la coronariografía convencional.